# Stanley E. Whitcomb
Stanley Ernest Whitcomb (* 23. Januar 1951 in Denver) ist ein US-amerikanischer Physiker und leitender Wissenschaftler am Laserinterferometer LIGO, mit dem der 2016 bekanntgegebene direkte Nachweis von Gravitationswellen gelang.
Whitcomb studierte Physik am Caltech mit Bachelor-Abschluss 1973, war ein Jahr an der Universität Cambridge und wurde 1980 an der University of Chicago promoviert (Thema der Dissertation war Astronomie im fernen Infrarot und Sub-Millimeter-Wellenlängen). Danach war er ab 1980 Assistant Professor am Caltech, als dort die experimentelle Gravitationswellenforschung mit Lasern begann. Wesentlich beteiligt waren Robbie Vogt, Ronald Drever (der aus Glasgow kam) und Kip Thorne. 1985 wechselte er als Forschungsingenieur für Elektronik in die Industrie zur Northrop Corporation. 1989 bis 1991 war er Senior System Specialist bei Loral Electro-Optical Systems. 1991 kehrte er zu LIGO zurück als stellvertretender Direktor unter dem Direktor Robbie Vogt. Zu dem Zeitpunkt war LIGO schon ein Gemeinschaftsprojekt von MIT (wo Rainer Weiss an Laserinterferometern arbeitete) und Caltech.
2017 erhielt er mit Barry Barish die Henry-Draper-Medaille.